# Ángelo Henríquez
Ángelo José Henríquez Iturra (Santiago, 13 de abril de 1994) é um futebolista chileno que atua como centroavante. Atualmente joga pelo Deportes La Serena.
Ele é irmão de César Henríquez, jogador do Palestino.

## Carreira

### Universidad de Chile
Natural de Santiago, Ángelo Henríquez chegou na Universidad de Chile em 2007 com 13 anos de idade, depois que parou de jogar tênis, esporte que jogou até os 12 anos de idade, onde sonhava em seguir os passos de Fernando González, ex-top 10 do circuito mundial. Depois do Campeonato Sul-Americano Sub-17 de 2011, veio o interesse de clubes ingleses para assinar com a promessa chilena por 3 milhões de euros após seu bom desempenho no torneio. Em 2009, Manchester United e Universidad de Chile concordaram um acordo para comprar o passe de Henríquez, por 4 milhões de euros, que poderia ser pago até 2014.
Ele estreou no dia 27 de junho de 2011 em uma partida contra o Unión San Felipe, na Copa Chile de 2011.
Marcou seu primeiro gol da carreira na partida contra o Godoy Cruz, pela Copa Libertadores de 2012.

### Manchester United
Em 8 de junho de 2012, o Manchester United, confirmou a contratação do jogador chileno por 3 milhões de euros. Porém, no mesmo dia, a diretoria da Universidad de Chile descartou que exista algum acordo com o clube inglês, afirmando que "Nós não chegamos em nada". Dois meses depois, foi vendido para o clube por 5,5 milhões de dólares.

### Dinamo Zagreb
Em 11 de agosto de 2014 foi emprestado ao Dinamo Zagreb.

## Estatísticas
Até 24 de novembro de 2015.

### Clubes
| Clube                | Temporada         | Campeonato nacional | Campeonato nacional | Campeonato nacional | Copa nacional[a] | Copa nacional[a] | Copa nacional[a] | Competições continentais[b] | Competições continentais[b] | Competições continentais[b] | Outros torneios[c] | Outros torneios[c] | Outros torneios[c] | Total | Total | Total   |
| Clube                | Temporada         | Jogos               | Gols                | Assist.             | Jogos            | Gols             | Assist.          | Jogos                       | Gols                        | Assist.                     | Jogos              | Gols               | Assist.            | Jogos | Gols  | Assist. |
| -------------------- | ----------------- | ------------------- | ------------------- | ------------------- | ---------------- | ---------------- | ---------------- | --------------------------- | --------------------------- | --------------------------- | ------------------ | ------------------ | ------------------ | ----- | ----- | ------- |
| Universidad de Chile | 2011              | 0                   | 0                   | 0                   | 1                | 0                | 0                | 0                           | 0                           | 0                           | 1                  | 0                  | 0                  | 2     | 0     | 0       |
| Universidad de Chile | 2012              | 17                  | 11                  | 0                   | —                | —                | —                | 10                          | 4                           | 1                           | —                  | —                  | —                  | 27    | 15    | 1       |
| Universidad de Chile | Total             | 17                  | 11                  | 0                   | 1                | 0                | 0                | 10                          | 4                           | 1                           | 1                  | 0                  | 0                  | 29    | 15    | 1       |
| Manchester United    | 2012–13           | 0                   | 0                   | 0                   | —                | —                | —                | —                           | —                           | —                           | —                  | —                  | —                  | 0     | 0     | 0       |
| Manchester United    | Total             | 0                   | 0                   | 0                   | 0                | 0                | 0                | 0                           | 0                           | 0                           | 0                  | 0                  | 0                  | 0     | 0     | 0       |
| Wigan Athletic       | 2012–13           | 4                   | 1                   | 0                   | 4                | 0                | 0                | —                           | —                           | —                           | —                  | —                  | —                  | 8     | 1     | 0       |
| Wigan Athletic       | Total             | 4                   | 1                   | 0                   | 4                | 0                | 0                | 0                           | 0                           | 0                           | 0                  | 0                  | 0                  | 8     | 1     | 0       |
| Manchester United    | 2013–14           | 0                   | 0                   | 0                   | —                | —                | —                | —                           | —                           | —                           | 0                  | 0                  | 0                  | 0     | 0     | 0       |
| Manchester United    | Total             | 0                   | 0                   | 0                   | 0                | 0                | 0                | 0                           | 0                           | 0                           | 0                  | 0                  | 0                  | 0     | 0     | 0       |
| Real Zaragoza        | 2013–14           | 25                  | 6                   | 1                   | —                | —                | —                | —                           | —                           | —                           | —                  | —                  | —                  | 25    | 6     | 1       |
| Real Zaragoza        | Total             | 25                  | 6                   | 1                   | 0                | 0                | 0                | 0                           | 0                           | 0                           | 0                  | 0                  | 0                  | 25    | 6     | 1       |
| Manchester United    | 2014–15           | 0                   | 0                   | 0                   | —                | —                | —                | —                           | —                           | —                           | —                  | —                  | —                  | 0     | 0     | 0       |
| Manchester United    | Total             | 0                   | 0                   | 0                   | 0                | 0                | 0                | 0                           | 0                           | 0                           | 0                  | 0                  | 0                  | 0     | 0     | 0       |
| Dinamo Zagreb        | 2014–15           | 25                  | 21                  | 4                   | 6                | 6                | 0                | 6                           | 3                           | 1                           | —                  | —                  | —                  | 37    | 30    | 5       |
| Dinamo Zagreb        | 2015–16           | 15                  | 7                   | 3                   | 1                | 1                | 0                | 8                           | 2                           | 2                           | —                  | —                  | —                  | 24    | 10    | 5       |
| Dinamo Zagreb        | Total             | 40                  | 28                  | 7                   | 7                | 7                | 0                | 14                          | 5                           | 3                           | 0                  | 0                  | 0                  | 61    | 40    | 10      |
| Total na carreira    | Total na carreira | 86                  | 46                  | 8                   | 12               | 7                | 0                | 24                          | 9                           | 4                           | 1                  | 0                  | 0                  | 123   | 62    | 12      |

- a. ^ Jogos da Copa Chile, Copa da Inglaterra e Copa da Croácia
- b. ^ Jogos da Copa Libertadores, Liga dos Campeões da UEFA e Liga Europa da UEFA
- c. ^ Jogos do Jogo amistoso e Supercopa da Inglaterra

### Seleção Chilena
Abaixo estão listados todos jogos e gols do futebolista pela Seleção Chilena, desde as categorias de base. Abaixo da tabela, clique em expandir para ver a lista detalhada dos jogos de acordo com a categoria selecionada.
Sub-15
| Ano   |       |      |         |       |
| Ano   | Jogos | Gols | Assist. | Média |
| ----- | ----- | ---- | ------- | ----- |
| 2009  | 4     | 2    | 0       | 0,5   |
| Total | 4     | 2    | 0       | 0,5   |

Sub-17
| Ano   |       |      |         |       |
| Ano   | Jogos | Gols | Assist. | Média |
| ----- | ----- | ---- | ------- | ----- |
| 2011  | 4     | 3    | 0       | 0,75  |
| Total | 4     | 3    | 0       | 0,75  |

Sub-20
| Ano   |       |      |         |       |
| Ano   | Jogos | Gols | Assist. | Média |
| ----- | ----- | ---- | ------- | ----- |
| 2013  | 5     | 2    | 0       | 0,4   |
| Total | 5     | 2    | 0       | 0,4   |

Seleção principal

| Ano   |       |      |         |       |
| Ano   | Jogos | Gols | Assist. | Média |
| ----- | ----- | ---- | ------- | ----- |
| 2012  | 1     | 1    | 0       | 1     |
| 2013  | 2     | 1    | 0       | 0,5   |
| 2014  | 2     | 0    | 0       | 0     |
| 2015  | 4     | 0    | 0       | 0     |
| Total | 9     | 2    | 0       | 0,22  |

Seleção Chilena (total)
| Ano   |       |      |         |       |
| Ano   | Jogos | Gols | Assist. | Média |
| ----- | ----- | ---- | ------- | ----- |
| 2009  | 4     | 2    | 0       | 0,5   |
| 2011  | 4     | 3    | 0       | 0,75  |
| 2012  | 1     | 1    | 0       | 1     |
| 2013  | 7     | 3    | 0       | 0,42  |
| 2014  | 2     | 0    | 0       | 0     |
| 2015  | 4     | 0    | 0       | 0     |
| Total | 22    | 9    | 0       | 0,40  |

## Títulos
Universidad de Chile
- Campeonato Chileno (Torneo Apertura): 2011 e 2012
- Campeonato Chileno (Torneo Clausura): 2011
- Copa Sul-Americana: 2011

Wigan Athletic
- Copa da Inglaterra: 2012-13

Fortaleza
- Copa do Nordeste: 2022
- Campeonato Cearense: 2022

## Ligações Externas
- «Ángelo Henríquez» (em inglês). em Goal